# Santa Rosa Eñe
Santa Rosa Eñe es una localidad de Bolivia. En 2012 tenía una población estimada de 460.

## Geografía
En cuanto a distancia, se encuentra a 197 km de la ciudad de Cochabamba, la capital departamental, y a 14 km de Shinahota.

## Demografía
Según el último censo de 2012 realizado por el Instituto Nacional de Estadística de Bolivia (INE), la localidad cuenta con una población de 460 habitantes.

### Población de Santa Rosa Eñe
| Año  | Población | Fuente                  |
| ---- | --------- | ----------------------- |
| 1992 | 100       | Censo boliviano de 1992 |
| 2001 | 203       | Censo boliviano de 2001 |
| 2012 | 460       | Censo boliviano de 2012 |